# Кальюмяэ, Марек
Марек Кальюмяэ (эст. Marek Kaljumäe; 18 февраля 1991, Таллин) — эстонский футболист, полузащитник. Играл за сборную Эстонии.

## Карьера
Начинал свою карьеру в низших эстонских лигах. В 2009 году полузащитника заметили селекционеры голландского клуба «АЗ Алкмаар». Вскоре футболист подписал с ним контракт. Однако за два сезона он так ни разу и не сыграл за команду. В сезоне 2010/2011 выступал на правах аренды во второй по силе голландской лиге за «Телстар».
В 2011 году хавбек вернулся домой и заключил контракт с «Левадией». Вместе с ней он становился чемпионом, обладателем кубка и суперкубка Эстонии. В 2015 году полузащитник перешёл в клуб «Нарва-Транс»., а на следующий год вернулся в «Левадию».
В 2017—2018 годах выступал за финский «ПС Кеми». После возвращения на родину играл за аутсайдеров местной лиги «Калев» (Таллин) и «Вапрус» (Пярну).

## Сборная
Начиная с 2007 года вызывался в различные юношеские сборные Эстонии. С 2009 по 2013 год он являлся ключевым футболистом молодежной сборной страны.
19 ноября 2017 года дебютировал в составе национальной сборной Эстонии в товарищеском матче против Фиджи. Всего в 2017—2018 годах сыграл 5 матчей. Продолжал вызываться в сборную по состоянию на 2021 год, однако более не выходил на поле.

## Достижения
- Чемпион Эстонии (2): 2013, 2014.
- Вице-чемпион Эстонии (1): 2012.
- Обладатель Кубка Эстонии (1): 2011/12, 2013/14
- Обладатель Суперкубка Эстонии (1): 2013.